# Duschdraperi

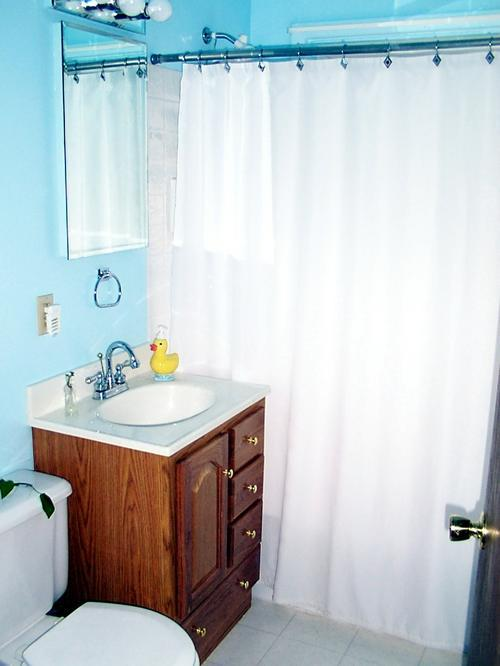
Badrum med vitt duschdraperi.

Duschdraperi är ett vanligtvis vattenavvisande draperi som används för att duschvattnet inte skall blöta ned ytor utanför duschen eller badkaret.
Att duschdraperier dras inåt under duschandet kallas duschdraperieffekten (shower curtain effect) och har varit föremål för vetenskaplig diskussion, bland annat i tidskriften Scientific American.